# Tortoreto
Tortoreto – miejscowość i gmina we Włoszech, w regionie Abruzja, w prowincji Teramo.
Według danych na rok 2004 gminę zamieszkiwało 7828 osób, 355,8 os./km².

## Galeria

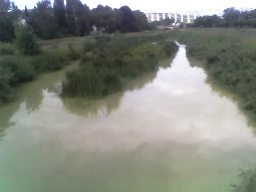
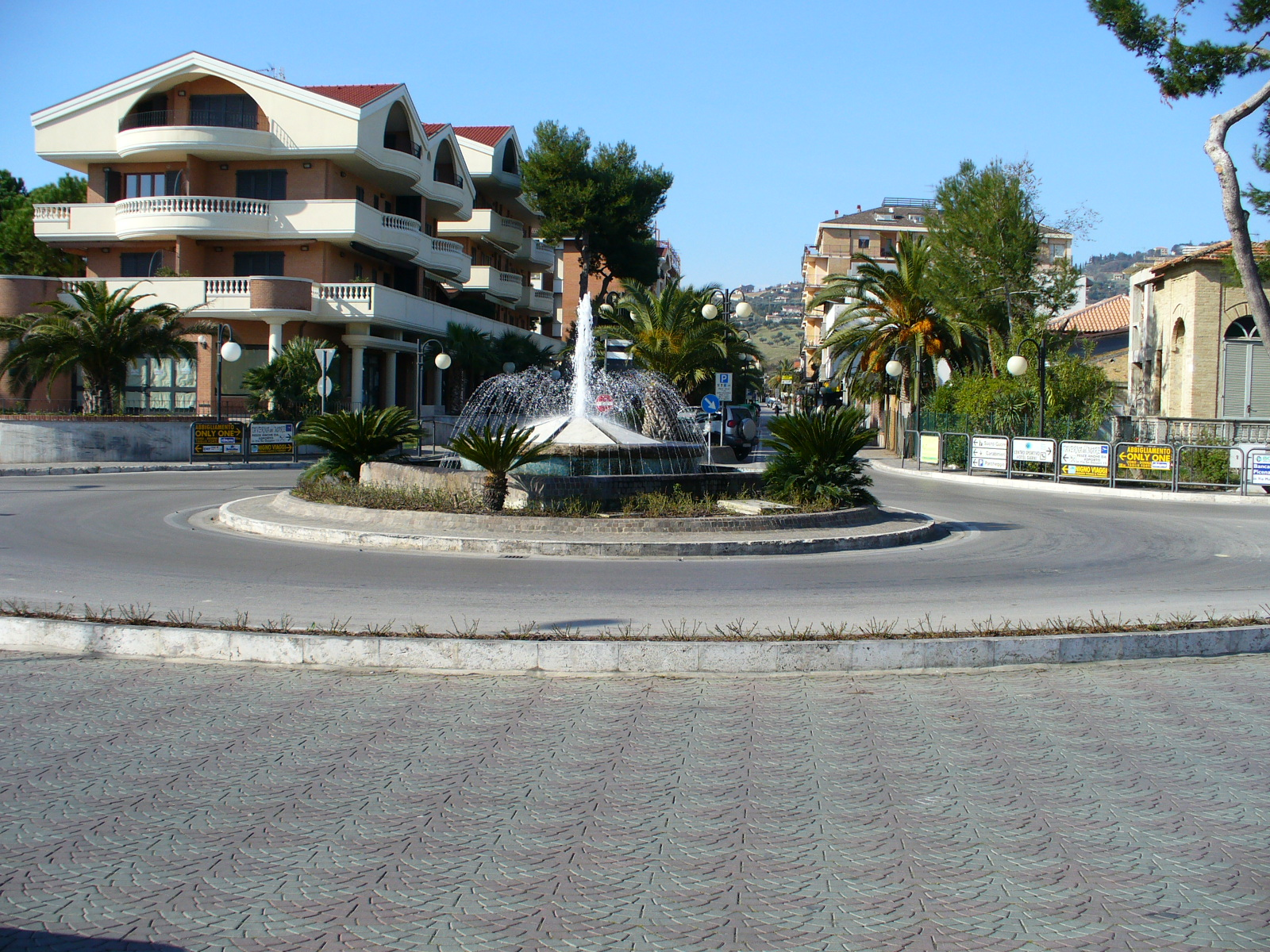
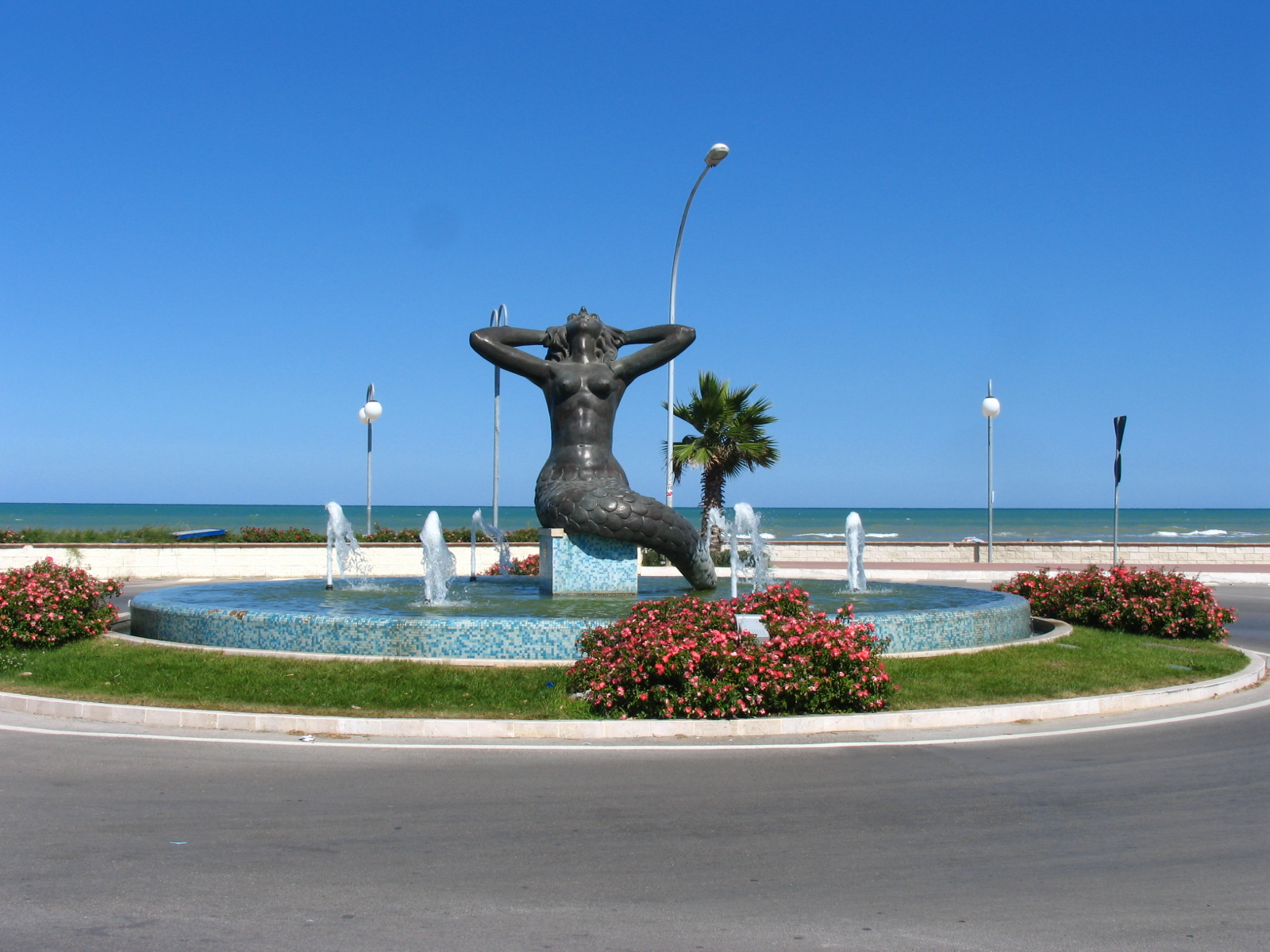

## Współpraca
Miejscowość partnerska:
- Habay, Belgia